# Coming with You
Coming with You è un singolo del cantante statunitense Ne-Yo, il quarto estratto dall'album in studio Non-Fiction e pubblicato il 6 febbraio 2015.

## Il brano

### Testo
Il brano è stato scritto da Ne-Yo stesso insieme al duo norvegese Stargate, questi ultimi produttori dello stesso. Nella canzone il cantante parla rivolgendosi a una ragazza dicendole cosa ama di lei e che la accompagnerà dovunque lei vorrà andare.

## Video musicale
Il videoclip è stato diretto da Colin Tilley, e parte con una scena dove delle ballerine ballano in spiaggia, successivamente viene mostrato Ne-Yo insieme a delle ballerine in una passerella sulla spiaggia che canta, successivamente susseguono primi piani delle ballerine. La scena successiva mostra il cantante cantare e ballare di notte sulla spiaggia con le ballerine, il video si conclude con un primo piano del cantante.

## Classifiche
| Classifica        | Posizione massima |
| ----------------- | ----------------- |
| Belgio (Fiandre)  | 42                |
| Belgio (Vallonia) | 28                |
| Bulgaria          | 30                |
| Giappone          | 32                |
| Italia            | 74                |
| Regno Unito       | 14                |
| Serbia            | 15                |